# Воинов, Михаил Фёдорович
Михаил Фёдорович Воинов (1759—1826) — русский художник, академик Императорской Академии художеств.

## Биография
«Придворного кофешенка сын».
Воспитанник Императорскую Академию Художеств (с 1768) у Д. Г. Левицкого. Получал награды Академии: малая серебряная медаль (1777), большая золотая медаль (1782) за картину «Авраам изгоняет Агарь». Получил аттестат 1-й степени со шпагой. Был отправлен в заграничную пенсионерскую поездку. Преподавал в Академии (1796) в должности начальника рисования (в гипсовом классе). Получил звание «назначенного в академики» (1798). Получил звание академика (1810) за образ «Рождество Спасителя» для строящейся церкви Казанской Божией Матери в Санкт-Петербурге. Его работы хранятся в Государственном Русском Музее и Третьяковской галерее.